# Barboncito

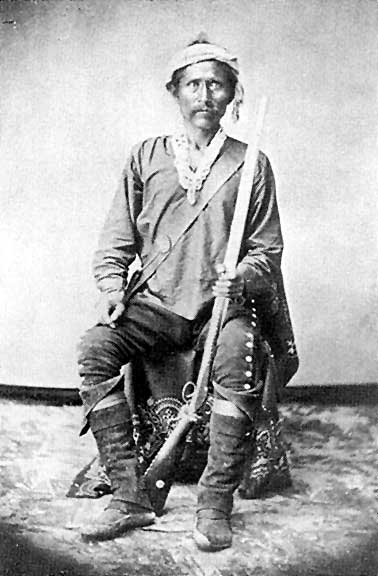
Navajo Häuptling Barboncito (Schnurrbart) – Foto aus dem Archiv des Smithsonian Institute’s Anthropological Archives

Yich’i-dah yilwo (* um 1820; † 16. März 1871), besser bekannt als Barboncito, war ein spiritueller Führer der Navajo oder Diné. Er wuchs im Canyon de Chelly in Arizona auf und wurde ein bekannter Kriegsanführer und Sänger spiritueller Lieder. Er war der Bruder von Delgadito.

## Leben
1846, als der Krieg zwischen den USA und Mexiko begann,	schloss er mit den US-Amerikanern unter Oberst Alexander William Doniphan einen Friedensvertrag. Ziel des Vertrages seitens der USA war es, das neu hinzugewonnene Land zu befrieden. Bei den Diné fand der Vertrag allerdings wenig Beachtung, zumal der damals noch junge Barboncito nicht für alle Diné sprechen konnte. Die Gruppe des Barboncito verhielt sich in den 1850er Jahren friedlich gegenüber den USA. Er war kein Freund der Euroamerikaner, doch hat er wohl deren Stärke erkannt und versuchte, sich aus Feindseligkeiten herauszuhalten. Die Situation änderte sich aber gegen 1860, als die Zahl der euro-amerikanischen Siedler immer größer wurde, die die fruchtbaren Teile des Landes für sich beanspruchten.
Zusammen mit Manuelito versuchte Barboncito 1860 erfolglos, das Fort Defiance (Arizona) im Canyon Bonito im heutigen Apache County (Arizona) einzunehmen. An dem Angriff sollen 1000 Krieger beteiligt gewesen sein. 1861 signierte Barboncito in Fort Fauntleroy (später in Fort Wingate umbenannt) einen Friedensvertrag mit den USA. Der wenig später ausbrechende Bürgerkrieg bewirkte indes den Abzug oder die Verringerung vieler Garnisonen im Westen, sodass etliche Diné die verringerte Militärpräsenz der USA für Überfälle auf mexikanische Bürger und alte indianische Feinde nutzten.
Gemeinsam mit seinem Bruder Delgadito ging Barboncito im Frühjahr 1863 nach Santa Fe (New Mexico), um General Carleston ihrer friedlichen Gesinnung zu versichern. Inzwischen war es jedoch beschlossene Sache, sämtliche Diné in die Indianerreservation Bosque Redondo umzusiedeln. Als Carleston im April Barboncito aufforderte, sich zwecks Umsiedelung mit seinen Leuten zu stellen, lehnte dieser sofort ab.
Colonel Kit Carson erhielt den Befehl, hart gegen die Diné vorzugehen. Carson marschierte mit starken Einheiten in das Dinéland vor und vernichtete sämtliche Herden und Felder, die er auffinden konnte. Obwohl es nur kleinere Gefechte gab, wurde die Situation der Diné innerhalb weniger Monate kritisch. Barboncito und Delgadito boten im Oktober 1863 an, sich bei Fort Wingate unter Armeekontrolle niederzulassen, doch wurde der Vorschlag von General Carleston abgelehnt. Delgadito gab daraufhin den Widerstand auf, während Barboncito mit seinen Leuten noch fast ein Jahr aushielt. Er musste sich im September 1864 aus Mangel an Nahrungsmitteln als einer der letzten prominenten Dinéführer im Canyon de Chelly ergeben.
Er wurde mit seinen Leuten nach Bosque Redondo, New Mexico, umgesiedelt, wo jedoch unbeschreiblich ärmliche Verhältnisse herrschten, sodass er im Juni 1865 mit einigen Anhängern flüchtete und in das Dinéland, hunderte Kilometer westlich, zurückkehrte. Erst im November 1866 ergab er sich mit den letzten 21 Männern endgültig in Fort Wingate und wurde erneut nach Bosque Redondo gebracht.
Barboncito setzte sich intensiv für die Rückführung des Stammes in das Dinéland im nordöstlichen Arizona ein und war der erste Unterzeichner des Vertrages vom 1. Juni 1868, der die Rückkehr fixierte. Barboncito wurde vom Bureau of Indian Affairs als erster Oberhäuptling der Navajo Nation Reservation eingesetzt. Die Rückführung der Diné in ihre Heimat erfolgte allerdings nicht auf Betreiben der Dinéführer, sondern weil sich der Stamm in der unfruchtbaren Reservation nicht selbst ernähren konnte.
Barboncito war niemals als Oberhäuptling des stark zersplitterten Diné-Stammes anerkannt, doch war er aufgrund seiner Redegewandtheit und seiner Überzeugungskraft im Stammesrat hoch geschätzt und hatte auf diese Weise einen starken Einfluss ausgeübt. Geachtet und bei seinen Leuten beliebt, starb er am 16. März 1871 in seiner Heimat im Canyon de Chelly.